# Canal romano La Retorta- Lagos de Silva

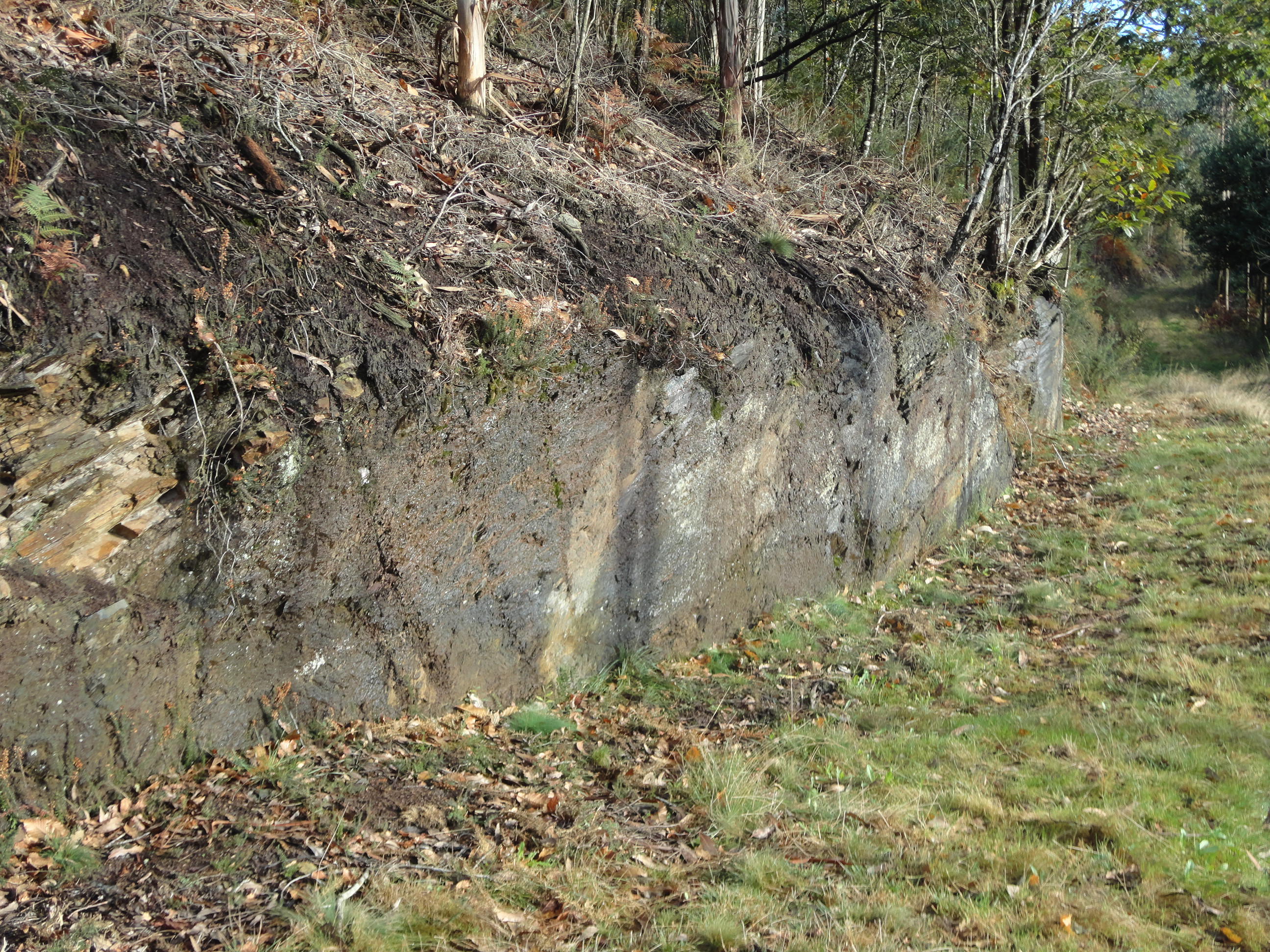
Pared superior del canal

Es un canal que discurre en su mayor parte por el concejo de Tapia de Casariego del Principado de Asturias, España. Solo un tramo penetra en El Franco. Fue construido por los romanos en el siglo II d. C. para llevar agua del río Porcia hasta la mina de oro de Salave. Realizaron estudios sobre el mismo: Schultz, Labandera Campoamor (1968) y Carmen Fernández Ochoa (1979). Actualmente los escasos restos que quedan se encuentran en condiciones pésimas, sin ninguna señalización, con maleza e incluso en varios sitios destrozado por pistas forestales o desbroces de montes.
El canal tiene una longitud de unos 20 km, comienza en La Retorta, donde existía la presa de la Barrosa para captar el agua para el canal. Continúa el trazado por Alfonsares hasta llegar al paraje llamado Pena Cortada, aquí se aprecia claramente el corte de la roca para el paso del canal. Se le pierde la pista un par de kilómetros y vuelve a reaparece en Molios Novos, entre este lugar y Matafoyada se aprecia claramente la pared superior del canal en algunos tramos. El canal continúa a Cubiyedo por un camino, actualmente cubierto por la vegetación. En el lugar de Bustelo se conservan unos 500 m de canal prácticamente intacto, aunque hoy se encuentra cubierto totalmente por la vegetación, se observa un canal de 3 m de ancho y 1,7 m de profundidad. A partir de este punto el canal no vuelve a aparecer con nitidez hasta poco antes de la mina de oro de los lagos de Silva en Salave. Aquí se pueden ver unas galerías excavadas en la roca con salida al mar cuya finalidad sería probablemente el desagüe de las aguas del canal.